# Robin Brosch
Robin Brosch (* 1967) ist ein deutscher Schauspieler, Theaterregisseur, Synchron- und Hörspielsprecher.

## Leben
Robin Brosch absolvierte eine Schauspielausbildung an der Maria-Körber-Schauspielschule in Berlin. Danach begann er seine Schauspielarbeit im Bereich Theater, was ihn in zahlreichen Städten der Bundesrepublik; u. a. Berlin, Augsburg, Kaiserslautern auf die Theaterbühne in einer Vielzahl von Bühnenstücken führte. 1996 erlangte er in Hamburg in dem Musical Buddy Holly, in welchem er über fünf Jahre die Hauptrolle verkörperte, besondere Bekanntheit.
Neben seiner Karriere in der Theaterbranche ist er auch als Fernsehdarsteller und Synchronsprecher tätig. So trat er in Fernsehserien und Filmen wie Tatort, Die Rettungsflieger und Hausmeister Krause auf. Als Synchronsprecher lieh er bereits einer Vielzahl von internationalen Darstellern in verschiedenen Filmen und Serien seine Stimme. In den Jahren von 1997 bis 2004 war Robin Brosch auch die Stimme des Delfins Flipper in der Zeichentrickserie "Flipper & Lopaka". Dazu kommen auch Sprecherrollen in Hörspielen wie Die drei ???. Außerdem übernahm er in der Hörspielserie Bibi Blocksberg nach dem Tod von Bodo Wolf ab Folge 157 die Rolle des Bernhard Blocksberg. Brosch ist damit bereits der dritte Sprecher, der diese Rolle in der Serie in ihrem inzwischen fünfundvierzigjährigen Bestehen bekleidet.
Inzwischen ist Brosch auch als Theaterregisseur tätig und inszenierte diverse Aufführungen am Landestheater Niederbayern in Passau und beim Kölner Domspiel.

## Filmografie
- 1996: Wolffs Revier, eine Folge
- 1997: OP ruft Dr. Bruckner, eine Folge
- 1998–2004: Tatort (Fernsehreihe)
  - 1998: Schüsse auf der Autobahn
  - 2002: Lastrumer Mischung
  - 2004: Verlorene Töchter
- 2000: Großstadtrevier, eine Folge
- 2000: Im Fadenkreuz, eine Folge
- 2000: St. Angela, eine Folge
- 2010: Auf dem Nockherberg – Starkbierprobe 2010 – Bavaria sucht den Superpolitiker, eine Folge

## Synchronarbeiten (Auswahl)

### Filme
- 2006: 10.5 – Apokalypse (Carlos Bernard als Dr. Miguel Garcia)
- 2009: I Love You Phillip Morris (Dameon Clarke als Houstoner Anwalt)
- 2010: Die Delfinflüsterin (Adrian Dunbar als Dr. James Hawk)
- 2011: Der Weihnachtswunsch (Andrew Airlie als Dave)
- 2015: Mekong Rush – Renn um dein Leben (Ted Atherton als Patrick Reardon)
- 2020: Evil Eye (Bernard White als Krishnan Khatri)
- 2022: Ein Triumph (Laurent Stocker als Stéphane)

### Serien
- 1997–2004: Flipper & Lopaka (Delfin Flipper)
- 1998–2001: King of Queens (Alex Skuby als Doug Pruzan)
- 1999–2000: Jeanne, Die Kamikaze Diebin (Kappei Yamaguchi als Noyn Claude)
- 1999–2002: Providence (Thomas Cavanagh als Doug Boyce)
- 1999–2007: Die Sopranos (Paul Schulze als Pater Phil Intintola)
- 2001–2010: 24 (Carlos Bernard als Tony Almeida)
- 2006–2007: The Nine – Die Geiseln (Alex Fernandez als Der Bürgermeister)
- 2008–2009: Rita Rockt (Ian Gomez als Owen)
- seit 2010: Thomas, die kleine Lokomotive als Percy
- 2010: Rookie Blue (Matt Gordon als Oliver Shaw)
- 2010: Dance Academy (Anthony Cogin als Dr. David Lieberman)
- 2012: Line of Duty (Adrian Dunbar als Superintendent Ted Hastings)
- 2013–2016: Mako – Einfach Meerjungfrau (John O’Brien als Dr. Rob Blakely)
- 2015: Vampire Diaries (Christopher Cousins als Joshua Parker)
- seit 2017: Stranger Things (Brett Gelman als Murray Bauman)
- 2017–2019: Das Geheimnis der Hunters (Ronald Top als Erik Hunter)
- 2021: White Sands - Strand der Geheimnisse (Carsten Bjørnlund als Thomas Beckmann)
- 2021: Ninjago (Michael Adamthwaite als Smythe)
- 2021: Masters of the Universe – Revelation (als Skeletor)
- ab 2025: Bibi Blocksberg (Trickserie), Rolle: Bernhard Blocksberg

### Hörspiele
- ab 2025: Bibi Blocksberg als Bernhard Blocksberg (3. Stimme)